# Paradisaea (zoologia)
Paradisaea Linnaeus, 1758 è un genere di uccelli passeriformi della famiglia Paradisaeidae.

## Descrizione
Le paradisee propriamente dette sono uccelli di medie dimensioni in senso stretto (30–40 cm di lunghezza), ma fra i più grandi in seno alla propria famiglia d'appartenenza: l'aspetto è molto peculiare, ricordando vagamente quello di un rigogolo. Il dicromatismo sessuale tipico degli uccelli del paradiso è ben visibile anche in questo genere: i maschi presentano infatti testa e spalle gialle, faccia verde, mentre corpo, ali e coda sono bruno-rossicci, con le varie specie che differiscono fra loro (oltre che per le dimensioni) anche per l'estensione del giallo e del verde sulla testa e per la tonalità del bruno del corpo. La paradisea dell'Arciduca Rodolfo costituisce una notabile eccezione in seno al genere, in quanto i maschi sono neri nella metà superiore del corpo e blu in quella inferiore: i maschi di tutte le specie, inoltre, presentano penne dei fianchi vaporose, lunghe quanto il corpo e portate pendule sulla coda, che presenta anch'essa le due penne centrali allungate e filiformi, tutte caratteristiche queste completamente assenti nelle femmine, che in generale presentano colori molto più sobri, con mascherina nera, corpo bruno e giallo cefalico appena accennato.

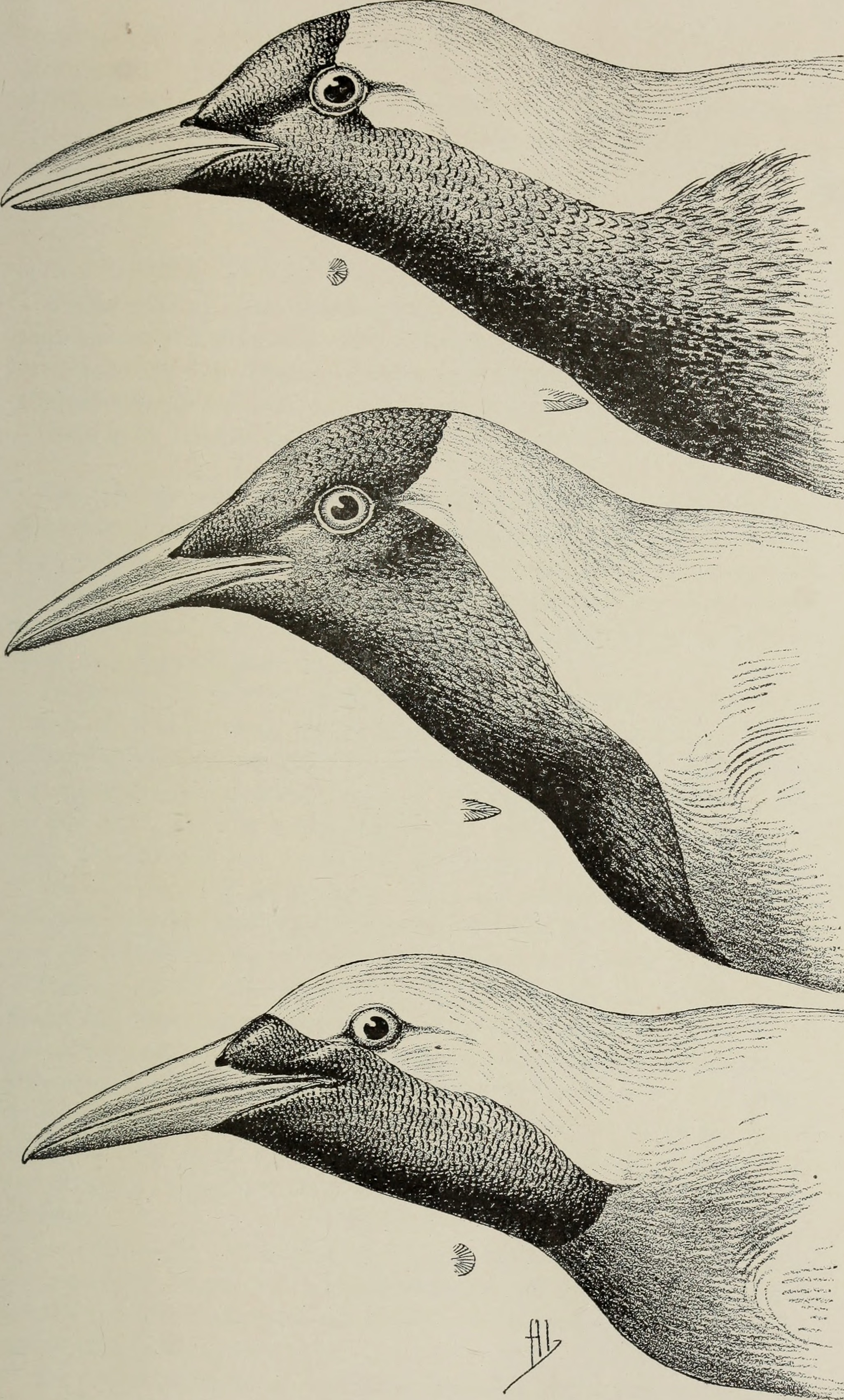
Illustrazione del 1895: al centro P. guilielmi; in basso P. minor; in alto "P. duivenbodei", in realtà un ibrido delle altre due[2].
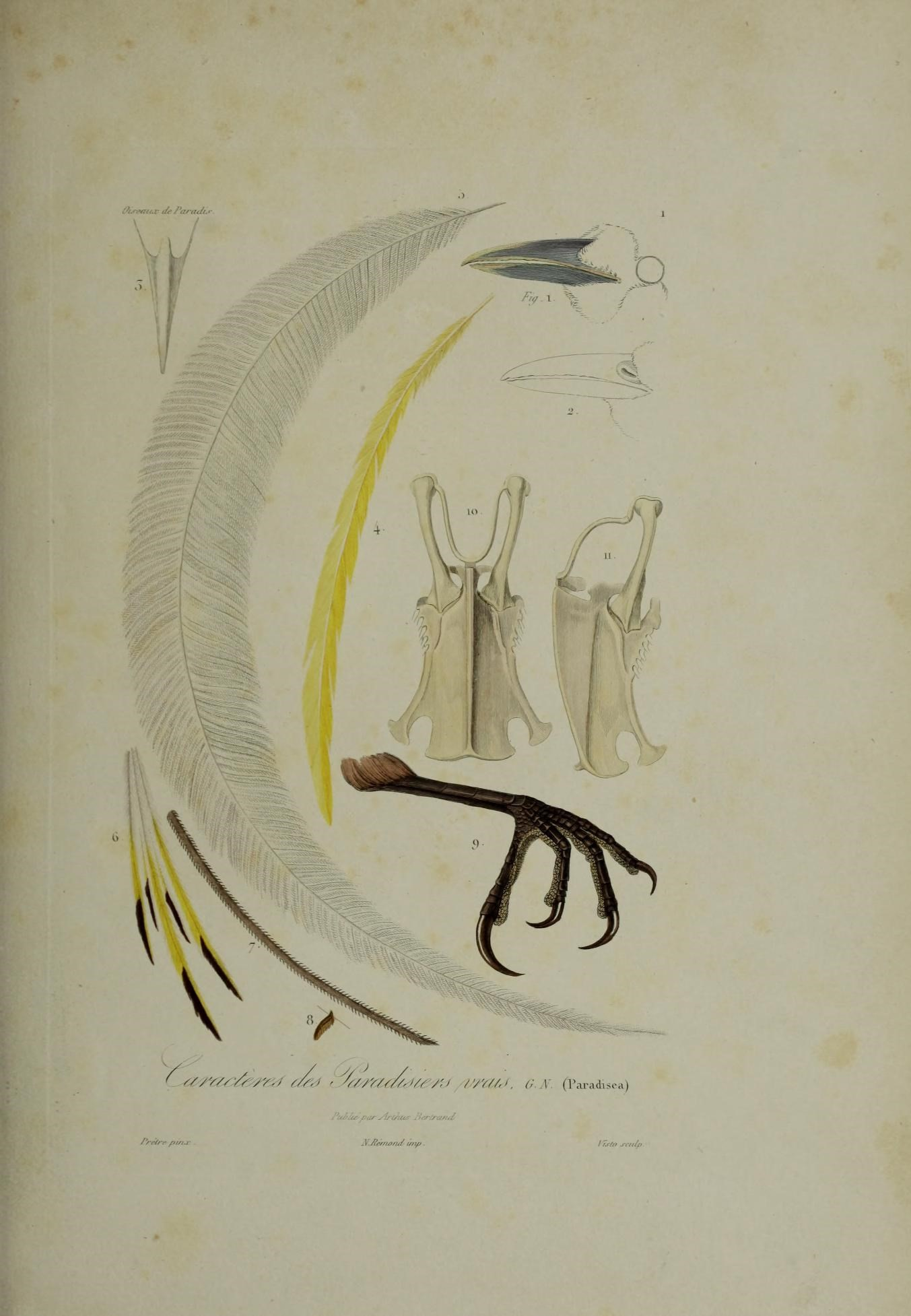
Illustrazione di penne di paradisea.
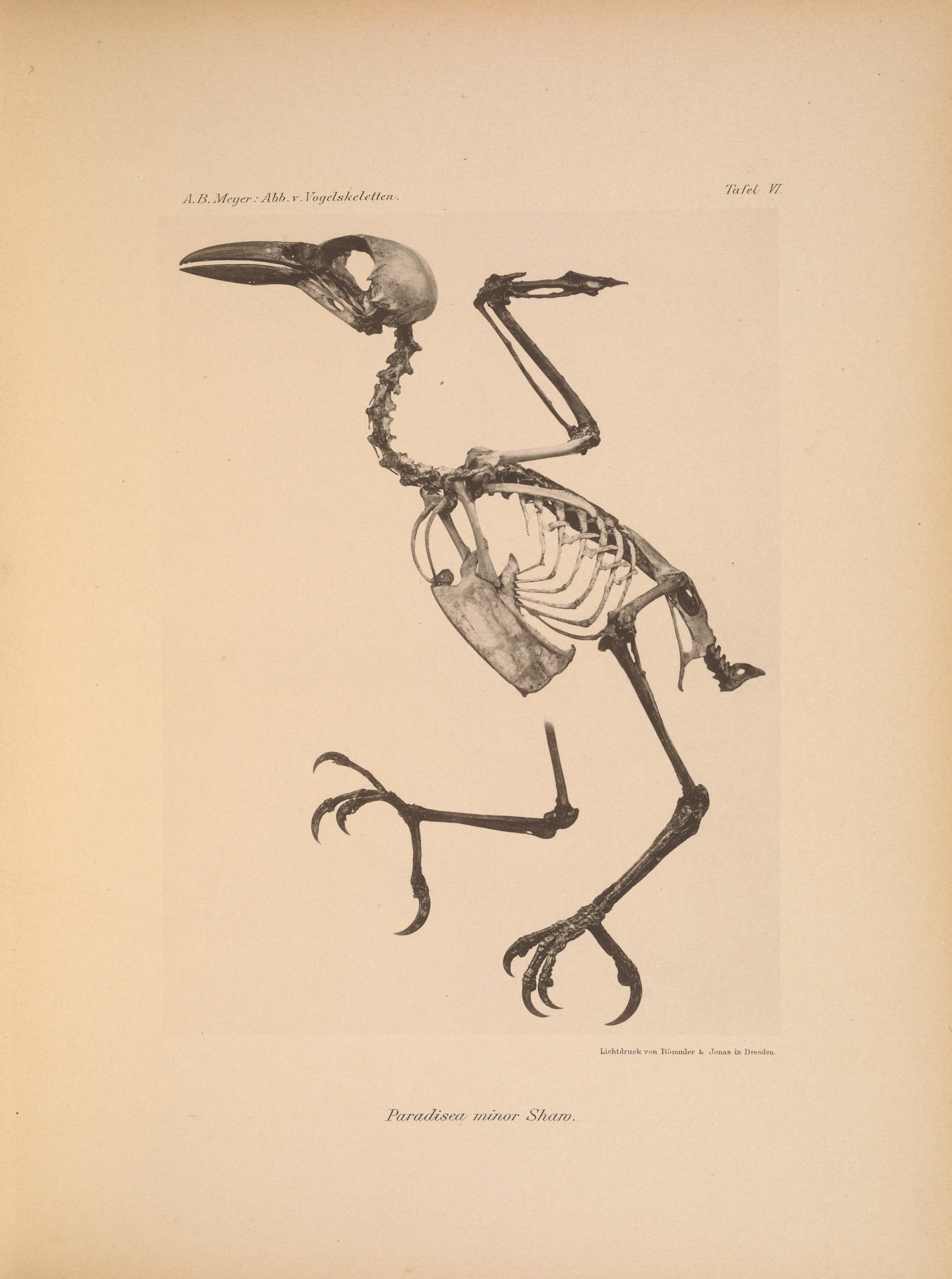
Illustrazione di scheletro di P. minor.
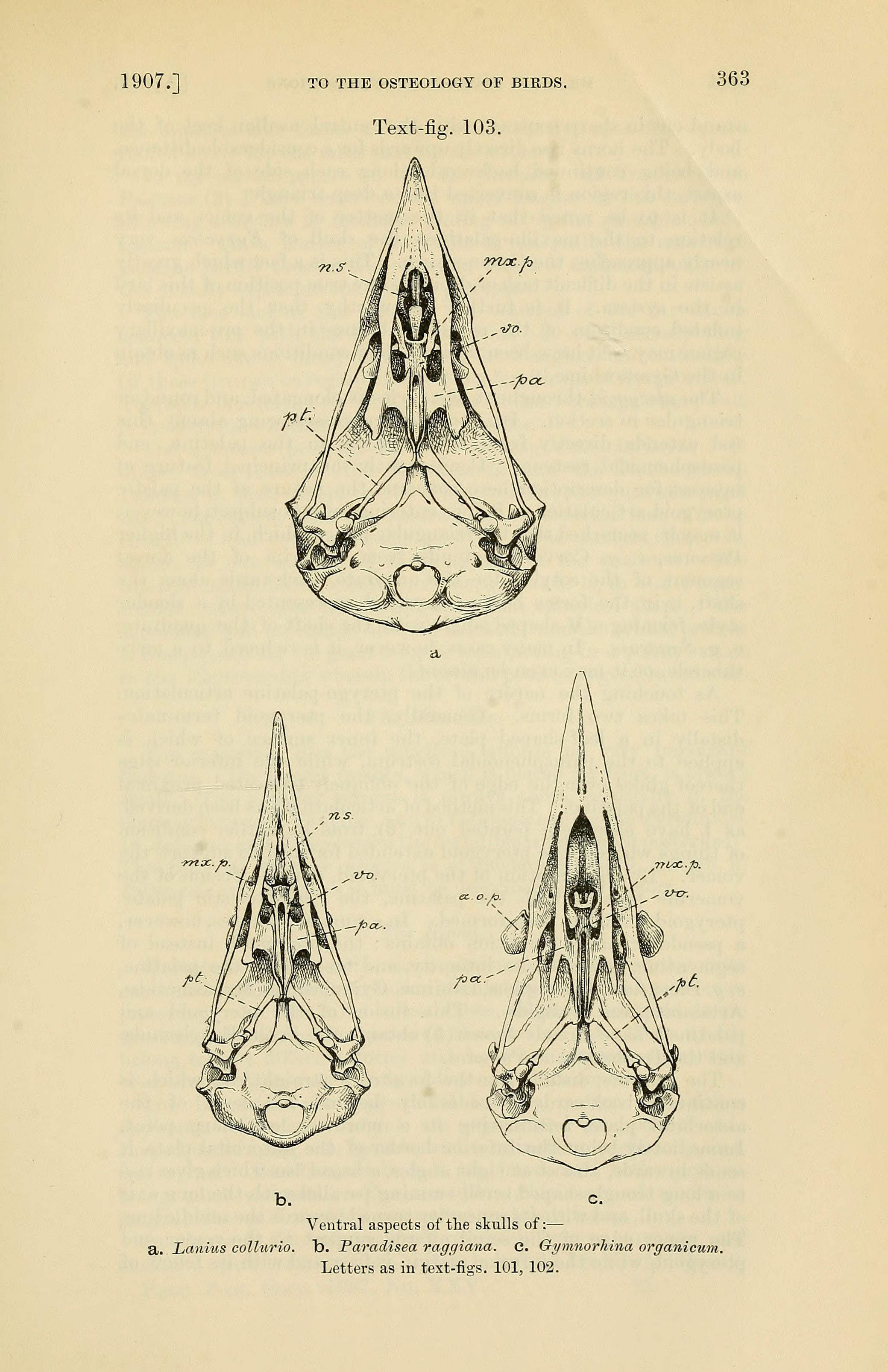
Comparazione fra cranii; averla piccola (in alto); paradisea di Raggi (in basso a sin); gazza australiana (in basso a dx).

## Distribuzione e habitat
Tutte le paradisee propriamente dette sono endemiche della Nuova Guinea e delle isole circonvicine: ciascuna di esse popola una porzione dell'isola, da Waigeo e Misool nel nord-ovest alle isole di D'Entrecasteaux nel sud-est, oltre che le isole Aru. L'habitat di questi uccelli è rappresentato dalla foresta pluviale primaria e secondaria, con la maggior parte delle specie che preferisce le aree pianeggianti o collinari, mentre la paradisea dell'Arciduca Rodolfo è adattata alla vita nella foresta montana.

## Biologia

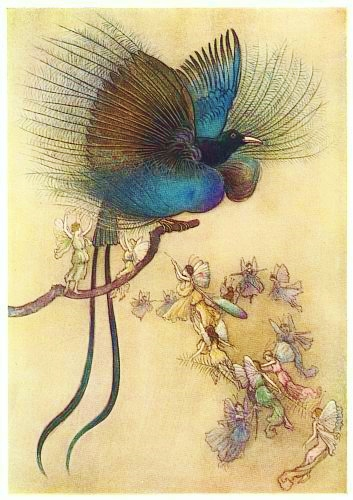
Maschio di paradisea dell'Arciduca Rodolfo in corteggiamento in un'illustrazione del 1910: in realtà, i maschi di questa specie (così come quelli di paradisea rossa e paradisea dell'Imperatore Guglielmo) corteggiano le femmine rimanendo appesi a testa in giù.

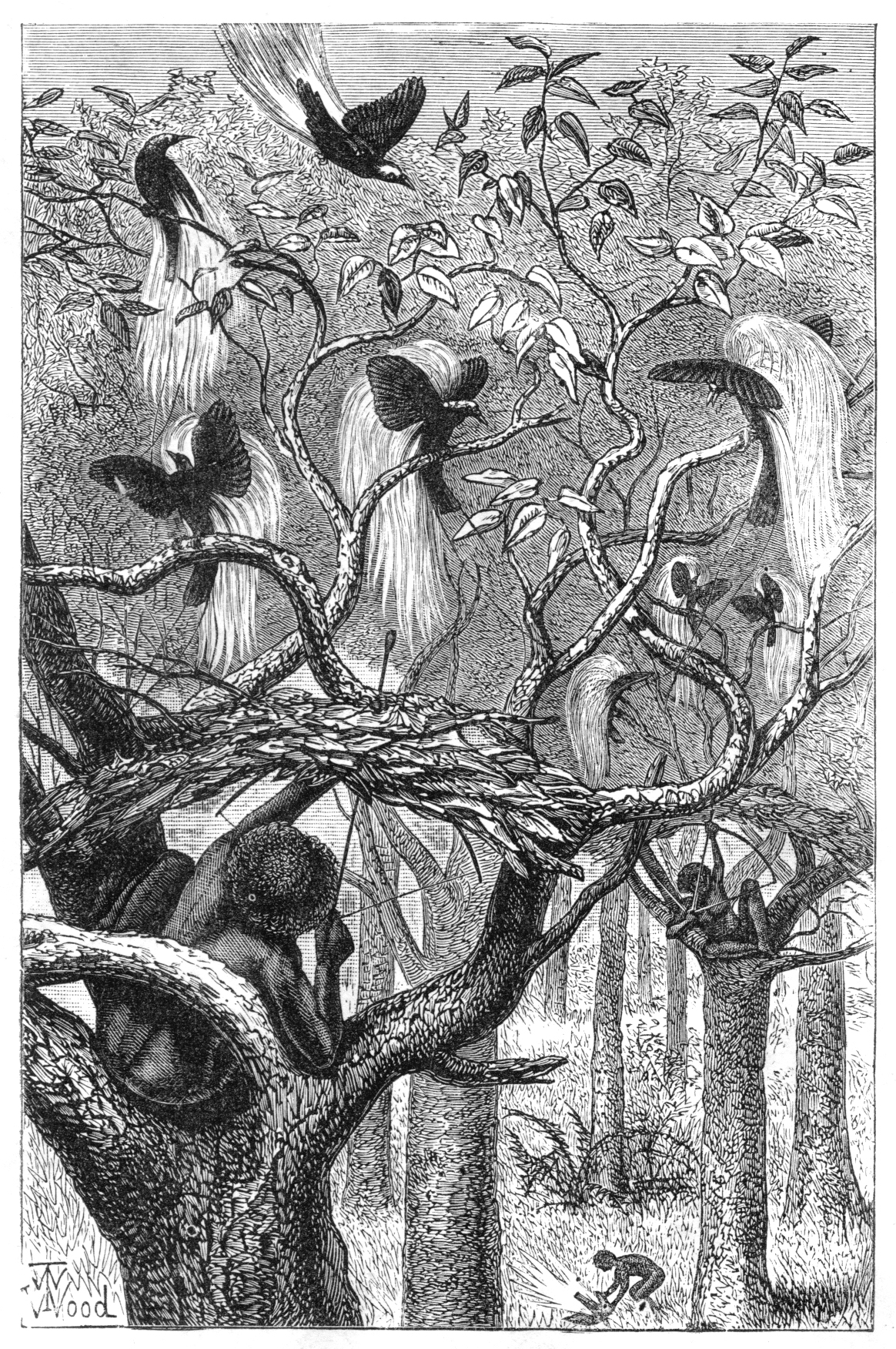
Nativi delle isole Aru cacciano paradisee durante il corteggiamento in una xilografia di Thomas Wood per il libro di Alfred Russel Wallace The Malay Archipelago.

Le paradisee sono uccelli molto schivi, dalle abitudini solitarie e diurne, non molto comuni da osservare nonostante la taglia non piccolissima ed i colori sgargianti dei maschi: essi passano la maggior parte del tempo nell'alto della canopia alla ricerca di cibo, costituito perlopiù da frutta (specialmente fichi e drupe), ma anche da insetti, artropodi e piccoli vertebrati. Le paradisee si nutrono dopo essersi posate, se necessario tenendo il cibo con una zampa e servendosi del becco per rimuoverne la buccia o il guscio: talvolta, le femmine e i giovani si riuniscono in gruppetti per nutrirsi nei pressi di fonti abbondanti di cibo, come ad esempio grandi alberi da frutto.
Come in tutti gli uccelli del paradiso, le paradisee mostrano rituali di corteggiamento altamente spettacolari, probabilmente i più elaborati della famiglia: i maschi si riuniscono in lek, lasciandosi osservare dalle femmine appositamente sopraggiunte mentre salgono e scendono lungo i rami emettendo versi nasali e sbattendo le ali per mostrare le lunghe penne dei fianchi in tutto il loro splendore, nella speranza di conquistarne il maggior numero possibile al fine di accoppiarsi dopo complessi rituali di avvicinamento, basati sulla postura del corpo e su movimenti della testa e del becco. Dopo l'accoppiamento, la femmina si allontana dal maschio (che continua ad esibirsi) e si occupa in solitudine della costruzione del nido, della cova e delle cure parentali verso i pulli, ciechi ed implumi alla nascita.

## Tassonomia
Se ne conoscono sette specie:
- Paradisaea apoda Linnaeus, 1758 - paradisea maggiore;
- Paradisaea raggiana P.L.Sclater,  1873 - paradisea di Raggi;
- Paradisaea minor Shaw, 1809 - paradisea minore;
- Paradisaea decora Salvin & Godman, 1883 - paradisea di Goldie;
- Paradisaea rubra Daudin, 1800 - paradisea rossa;
- Paradisaea guilielmi Cabanis, 1888 - paradisea dell'Imperatore Guglielmo;
- Paradisaea rudolphi  (Finsch & A.B.Meyer, 1885) - paradisea dell'Arciduca Rodolfo;

In passato, venivano considerati specie a sé stanti anche degli ibridi come Paradisaea bloodi Iredale, 1948 (Paradisaea raggiana x Paradisaea rudolphi), Paradisaea duivenbodei (Paradisaea guilielmi x Paradisaea minor), Paradisaea gilliardi (Paradisaea raggiana x Paradisaea minor), Paradisaea maria Reichenow, 1894 (Paradisaea guilielmi x Paradisaea raggiana), Paradisaea mirabilis Reichenow, 1901 (Seleucidis melanoleucus x Paradisaea minor) e Paradisaea mixta Rothschild, 1921 (Paradisaea raggiana x Paradisaea minor).
Nell'ambito della famiglia Paradisaeidae, le paradisee propriamente dette formano un clade ben distinto con le paradisee reali dei generi Cicinnurus e Diphyllodes: tutte le specie sono strettamente imparentate fra loro (tanto da far parlare di una superspecie) meno che la paradisea dell'Arciduca Rodolfo, che rappresenta un taxon fratello a tutti gli altri appartenenti al genere, classificato in un proprio sottogenere Paradisornis.